# 르네 시몬센
르네 토프트 시몬센(Renée Toft Simonsen, 1965년 5월 12일 ~ )은 덴마크의 작가이자 전직 모델이다. 시몬센은 1980년대에 세계에서 가장 성공적인 모델 중 한 명이었다.